# Lisores
Lisores – miejscowość i gmina we Francji, w regionie Normandia, w departamencie Calvados.
Według danych na rok 1990 gminę zamieszkiwało 247 osób, a gęstość zaludnienia wynosiła 21 osób/km² (wśród 1815 gmin Dolnej Normandii Lisores plasuje się na 644. miejscu pod względem liczby ludności, natomiast pod względem powierzchni na miejscu 400.).
W Lisores znajduje się farma, w której urządzono muzeum Fernanda Légera, znanego francuskiego malarza i ceramika.